# Mouaad Madri
Mouaad Madri (Saint-Pol-sur-Mer, 9 aprile 1990) è un calciatore francese, attaccante del Loon-Plage.

## Caratteristiche tecniche
È un centravanti.

## Carriera

### Club
Cresciuto nelle giovanili del Dunkerque, ha esordito con la prima squadra nel 2010.

## Statistiche

### Presenze e reti nei club
Statistiche aggiornate al 7 luglio 2017.
| Stagione         | Squadra          | Campionato       | Campionato | Campionato | Coppe nazionali | Coppe nazionali | Coppe nazionali | Coppe continentali | Coppe continentali | Coppe continentali | Altre coppe | Altre coppe | Altre coppe | Totale | Totale | Totale |
| Stagione         | Squadra          | Comp             | Pres       | Reti       | Comp            | Pres            | Reti            | Comp               | Pres               | Reti               | Comp        | Pres        | Reti        | Pres   | Reti   |        |
| ---------------- | ---------------- | ---------------- | ---------- | ---------- | --------------- | --------------- | --------------- | ------------------ | ------------------ | ------------------ | ----------- | ----------- | ----------- | ------ | ------ | ------ |
| 2010-2011        | Dunkerque        | CFA2             | 7          | 2          | CF+CdL          | 0               | 0               |                    | -                  | -                  |             | -           | -           | 0      | 0      |        |
| 2011-2012        | Dunkerque        | CFA              | 26         | 8          | CF+CdL          | 1+0             | 0               |                    | -                  | -                  |             | -           | -           | 0      | 0      |        |
| 2012-2013        | Dunkerque        | CFA              | 27         | 5          | CF+CdL          | 0               | 0               |                    | -                  | -                  |             | -           | -           | 0      | 0      |        |
| 2013-2014        | Dunkerque        | NAT              | 25         | 11         | CF+CdL          | 1+0             | 0               |                    | -                  | -                  |             | -           | -           | 0      | 0      |        |
| Totale Dunkerque | Totale Dunkerque | Totale Dunkerque | 85         | 26         |                 | 2               | 0               |                    | -                  | -                  |             | -           | -           | 87     | 26     |        |
| 2014-2015        | Ajaccio          | L2               | 27         | 1          | CF+CdL          | 2+3             | 1+2             |                    | -                  | -                  |             | -           | -           | 32     | 4      |        |
| 2015-2016        | Ajaccio          | L2               | 28         | 1          | CF+CdL          | 3+2             | 0               |                    | -                  | -                  |             | -           | -           | 33     | 1      |        |
| 2016-2017        | Ajaccio          | L2               | 35         | 10         | CF+CdL          | 2+1             | 0               |                    | -                  | -                  |             | -           | -           | 38     | 10     |        |
| Totale Ajaccio   | Totale Ajaccio   | Totale Ajaccio   | 90         | 12         |                 | 13              | 3               |                    | -                  | -                  |             | -           | -           | 103    | 15     |        |
| Totale carriera  | Totale carriera  | Totale carriera  | 175        | 38         |                 | 15              | 3               |                    | -                  | -                  |             | -           | -           | 190    | 41     |        |